# Colpet

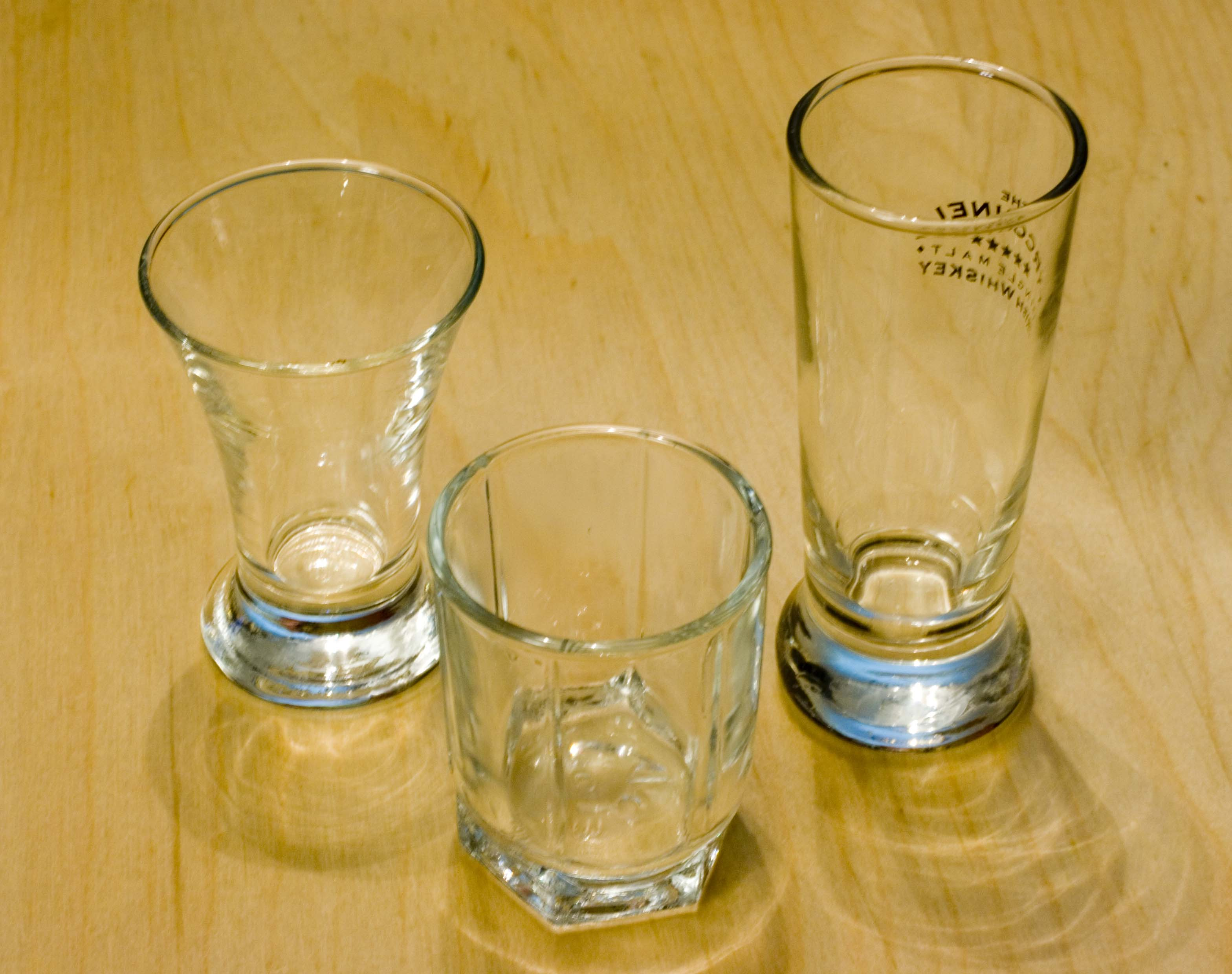
Gots típics per a colpet

Un colpet, didal(et), gotet, glopet, xopet o xarrup és una consumició alcohòlica que se serveix en gots petits (de no més de 5 o 6 cm d'alt) i que se sol prendre en grups. En molts casos, si bé no sempre, s'ingereix d'un sol glop.

## Característiques
Els colpets solen tenir una alta graduació alcohòlica i, de vegades, requereixen un cert ritual a l'hora de prendre'ls. Alguns exemples de colpets que es beuen de la manera habitual són:
- Colpet de cassalla. Hom sol beure'n tot el contingut d'un colp, acompanyat d'aiguacel o d'aigua sense gas. Si es barreja amb l'aigua s'anomena nuvolet. És molt típic en algunes comarques valencianes.
- El colpet de tequila. Per a prendre'l, hom sol dipositar sal al dors de la mà i preparar una rodanxa de llimona. Primer de tot es llepa la sal, després es beu el tequila, i per acabar es xucla la llimona.
- Els colpets flamejats. Tot i que n'hi ha de diferents composicions, tots tenen en comú el fet que abans de beure'ls se'ls encén foc, normalment amb l'ajuda d'una cullera que contingui una beguda de graduació molt alta. Es beuen amb palleta mentre la superfície encara és calenta.
- L'aspirador. Se serveix en vas de tub. S'agita, es beu ràpid i per acabar s'aspiren els vapors que continuen en el vas per tal d'aconseguir un estat més elevat d'embriaguesa.
- En la Gastronomia de Galícia, és tradicional de consumir colpets de brisa d'herbes o de Licor Cafè, després d'una menjada.